# أمنون

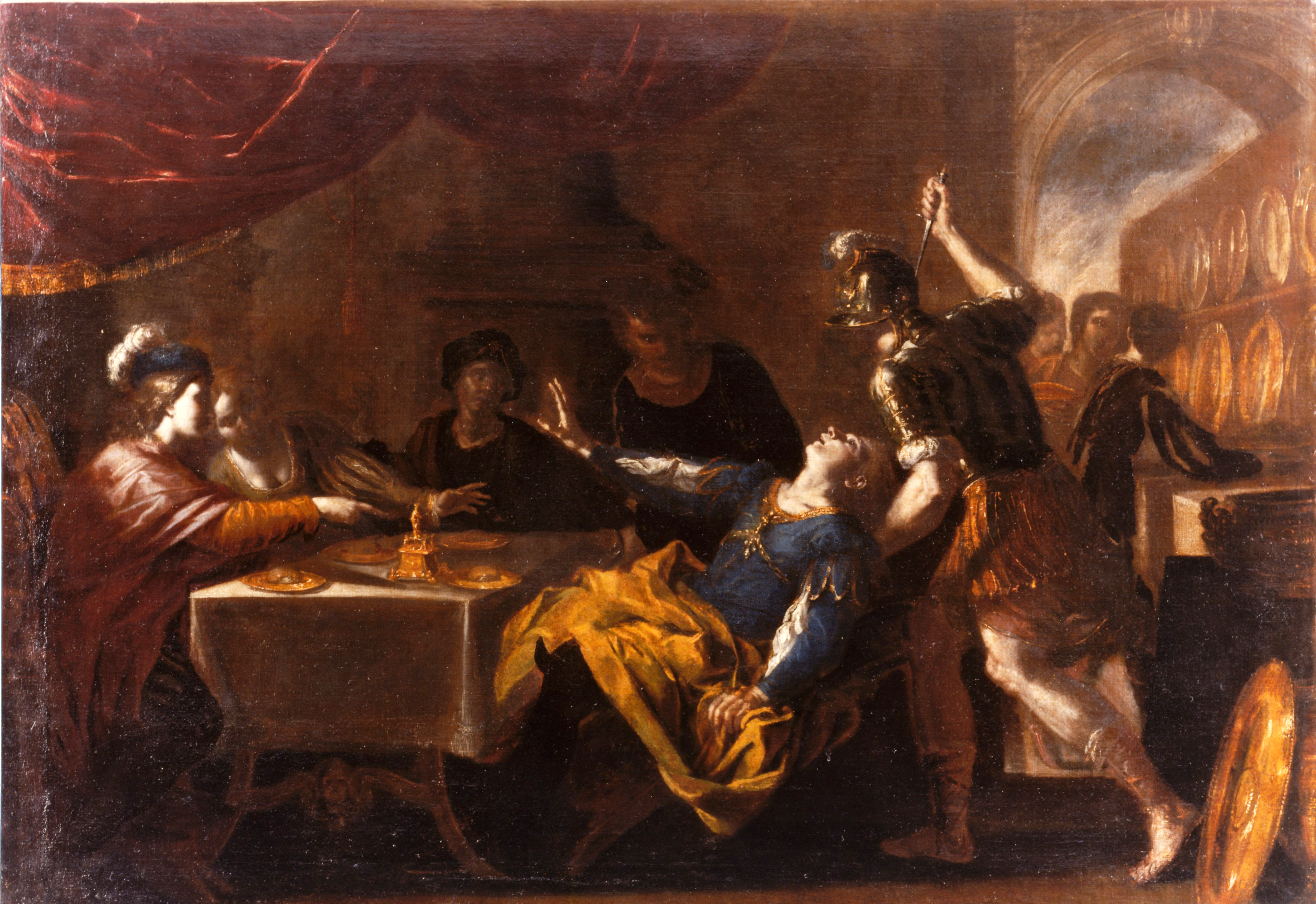
لوحة تصور أبشالوم وهو يقوم بقتل أمنون مرسومة من قبل نيتشولو دي سيموني.

أمنون (بالعبرية: אַמְנוֹן) ومعنى إسمه المؤمن، هو إحدى الشخصيات التي ذكرت في الكتاب المقدس في العهد القديم في سفر صموئيل الثاني ، أمنون كان واحد من أبناء الملك داود ذُكر أنه وقع في حب أخته من أبيه داود ثامار، فقام باغتصابها، هذا الشئ أدى لغضب شقيق ثامار أبسالوم فدبر أبشالوم بعد ذلك مؤامرة لقتل أمنون فتمكن من ذلك ليهرب بعد ذلك من داود لمدة سنتين.